# Fuldatal
Fuldatal è un comune tedesco di 12 837 abitanti, situato nel Land dell'Assia.
Non esiste alcun centro abitato con tale denominazione; si tratta pertanto di un comune sparso.

## Geografia fisica
I suoi sobborghi di Wahnhausen e Wilhelmshausen sono attraversati dal fiume Fulda.

### Esplicative
1. ↑  Letteralmente: «valle della Fulda».

### Bibliografiche
1. 1 2  Ente statistico d'Assia - Dati sulla popolazione